# 車両総重量
車両総重量（しゃりょうそうじゅうりょう）（gross vehicle weight rating (GVWR), gross vehicle mass (GVM)
Gross vehicle weight rating）とは、自動車などにおいて最大定員が乗車し、最大積載量の荷物を積んだ状態の自動車全体の総質量をいう。英語の gross vehicle weight （この weight は質量の意）を省略して「GVW」ともいう。

## 定義
日本の道路運送車両法は、その第40条3号で次のように定義している。
| 車両総重量(kg) ＝ 車両重量(kg) + 最大積載量(kg) + 55 kg ×乗車定員(人) |

(注)キログラム(kg)に替えて、トン(t)を単位とすることもある。
ここで、
| 車両重量(kg) ＝ 運行に必要な装備をした状態における自動車の重量(kg)（道路運送車両法第40条5号） |

したがって、車両総重量が表す物理量は質量であるが、道路運送車両法は、計量法の改正により重量キログラムと重量トンが1999年に使用が禁止された以降も、質量の意味で、「重量」の語を用い続けている。一般に「重量」という慣用語は質量を表す場合と、荷重（物理量としては「力」）を表す場合があるので混同しないようにしなければならない。英語の一般語としての weight も質量の意と荷重（力）の意の両方があり紛らわしい。

### JIS規格における定義
自動車の質量に関して、日本産業規格（JIS）の「自動車用語− 自動車の寸法，質量，荷重及び性能」（JIS D 0102-1996）は、「車両総重量」の語に替えて「自動車総質量」の語を用いて、次のように明確に定義している。
| 番号 | 用語         | 定義                           | 単位記号 | 慣用語（参考）           | 対応外国語（参考）                                    |
| ---- | ------------ | ------------------------------ | -------- | ------------------------ | ----------------------------------------------------- |
| 313  | 自動車総質量 | 最大積載状態の自動車の質量     | kg       | 自動車総重量、車両総重量 | maximum authorized total mass                         |
| 314  | 自動車総荷重 | 最大積載状態の自動車に働く重力 | N        | 自動車総重量、車両総重量 | maximum authorized total weight、gross vehicle weight |

（番号314の備考）自動車総荷重は、自動車総質量と標準重力加速度との積である。
すなわち、質量　mass（慣用語としては「重量」、単位：キログラム kg）と荷重 weight （慣用語としては同じく「重量」、単位：ニュートン N）を峻別している。これはこのJIS規格が、ISO 1176:1990,Road vehicles - Masses - Vocabulary and codes を基にしているからである。

## 概要
1994年、道路運送車両法の改正で、それまで単車（トレーラーでない）大型貨物自動車はGVW20トンに制限されていたが、これを緩和し、軸距離により最大25トンまで認めることになった。過積載による交通死亡事故が多発したため、過積載の取締りを強化する代わりに、歩道・橋梁などの強化とワンセットで積載量の上限を緩和したものである。ちょうどこれに合わせていすゞ自動車はギガにGVW22・25トンの新規格車を設定。これが総重量という概念を広めたといえる。
道路運送車両法の保安基準では、「GVW25トン以下」と定められている。これを超えると「特別申請車両」となり、走行させるには当該道路管理者等の許可が必要である。したがって走行区間が限定されたり、公道で走ることができなかったりする。また、GVW20トン以上の車両は道路標識等で走行を制限される道路がある。大型トラックの単車の場合、「20t超」という円形のステッカーを貼って走行しなければならない。
またバスの場合、連節バスは車両総重量が20tを超えることがほとんどである。過去には全長15mの2階建バスであるネオプラン・メガライナーが車両総重量が20tを超えていた。なお、それら以外のバスは大抵の場合、車両総重量が20t以内に収まっているが、2025年に両備バスが導入したバンホール・アストロメガは車両総重量が20tを超えており、一部の道路で走行が制限される。